# دره‌ایچی (یوسف‌علی)
دره‌ایچی (به ترکی استانبولی: Dereiçi) یک منطقهٔ مسکونی در ترکیه است که در یوسف‌علی واقع شده‌است. دره‌ایچی ۵۱۰ نفر جمعیت دارد.